# Padova Challenge Open 2012
Il Padova Challenge Open 2012 (Italy F13 Futures 2012) è stato un torneo di tennis facente della categoria ITF Women's Circuit nell'ambito dell'ITF Women's Circuit 2012 e dell'ITF Men's Circuit nell'ambito dell'ITF Men's Circuit 2012. Sia il torneo maschile che quello femminile si sono giocati a Padova in Italia dall'11 al 17 giugno 2012 su campi in terra rossa.

## Campioni

### Singolare maschile
Luca Vanni ha battuto in finale  Jonathan Gonzalia con il punteggio di 6–7(3–7), 6–3, 6–4

### Doppio maschile
Claudio Grassi /  Matteo Volante hanno battuto in finale  Marco Stancati /  Luca Vanni con il punteggio di 6–2, 6–0

### Singolare femminile
Anna-Lena Friedsam ha battuto in finale  Corinna Dentoni con il punteggio di 6–2, 6–2

### Doppio femminile
Gioia Barbieri /  Anastasia Grymalska hanno battuto in finale  Federica Grazioso /  Lisa Sabino con il punteggio di 6–2, 6–1